# 102-й важкий танковий батальйон СС
102-й важкий танковий батальйон СС (нім. Schwere SS-Panzer-Abteilung 102) — елітне німецьке військове формування, танковий батальйон у складі II танкового корпусу СС, що брав участь у бойових діях на Західному і Східному фронтах під час Другої світової війни.

## Історія
102-й важкий танковий батальйон СС було сформовано 22 жовтня 1943 року і надано II танковому корпусу СС. У складі батальйону було 45 важких танків «Тигр» і 900 чоловік. Він включав в себе три роти (по 14 танків), а також командне відділення.
У червні 1944 року був перекинутий до Франції, брав участь в боях в Нормандії і зазнав важких втрат. У серпні 1944 входив до складу бойової групи «Вюнше». Під час боїв в Нормандії, діючи в складі II танкового корпусу СС, протягом шести тижнів знищив 227 танків противника. До вересня 1944 року батальйон був практично повністю знищений. Після отримання важків танків «Королівський тигр» у вересні 1944 перейменований в 502-й важкий танковий батальйон СС.
У жовтні 1944 року батальйон був знову сформований в Зеннелагері в Німеччині і в березні 1945 року перекинутий в Богемію. Воював проти радянських військ в районі Кюстріна. В квітні 1945 потрапив в Гальбський котел і втратив всі танки. Залишки особового складу взяли участь в битві за Берлін.

## Райони бойових дій
- Франція (червень — вересень 1944)
- Німеччина (вересень 1944 — березень 1945)
- Східний фронт (березень — травень 1945)

## Командири
- Штурмбаннфюрер СС Антон Лааккманн (22 жовтня 1943 — березень 1944)
- Штурмбаннфюрер СС Ганс Вайсс (березень — серпень 1944)
- Штурмбаннфюрер СС Курт Гартрампф (серпень 1944 — травень 1945)